# Ho Ping-jui
Ho Ping-jui (chinesisch 何秉睿; * 29. Oktober 1998 in Taipeh) ist ein taiwanischer Skirennläufer.

## Karriere
Ping-jui gab sein internationales Renndebüt am 8. Dezember 2015 bei einem FIS-Slalom im Genting Ski-Resort. Sein erstes internationales Großereignis bestritt er zwei Jahre später bei den Juniorenweltmeisterschaften in Åre, wobei er Platz 38 im Slalom als bestes Ergebnis erreichte.
2019 bestritt Ho Ping-jui, ebenfalls in Åre, seine ersten Weltmeisterschaften. Im Riesenslalom belegte er den 103. Platz.
Abgesehen von internationalen Großereignissen startet Ping-jui hauptsächlich bei Rennen des Far East Cups sowie bei FIS-Rennen in Asien.
Bei der Eröffnungsfeier der Olympischen Winterspiele 2022 in Peking war er der Flaggenträger für sein Heimatland und nahm als taiwanischer Sportler am Slalom-Wettbewerb teil.
Sein bisher bestes Ergebnis bei einem internationalen Großereignis erzielte er bei den Winter World University Games 2023 in Lake Placid mit Rang 42 im Riesenslalom.

## Erfolge

### Olympische Winterspiele
- Peking 2022: DNF Slalom

### Weltmeisterschaften
- Åre 2019: 103. Riesenslalom, DNQ Slalom

### Juniorenweltmeisterschaften
- Åre 2017: 38. Slalom, 73. Riesenslalom
- Davos 2018: 28. Slalom, DNF Riesenslalom
- Val di Fassa 2019: 81. Riesenslalom, DNF Slalom

### Winter World University Games
- Lake Placid 2023: 42. Riesenslalom, DNF Slalom